# Leonard Lang

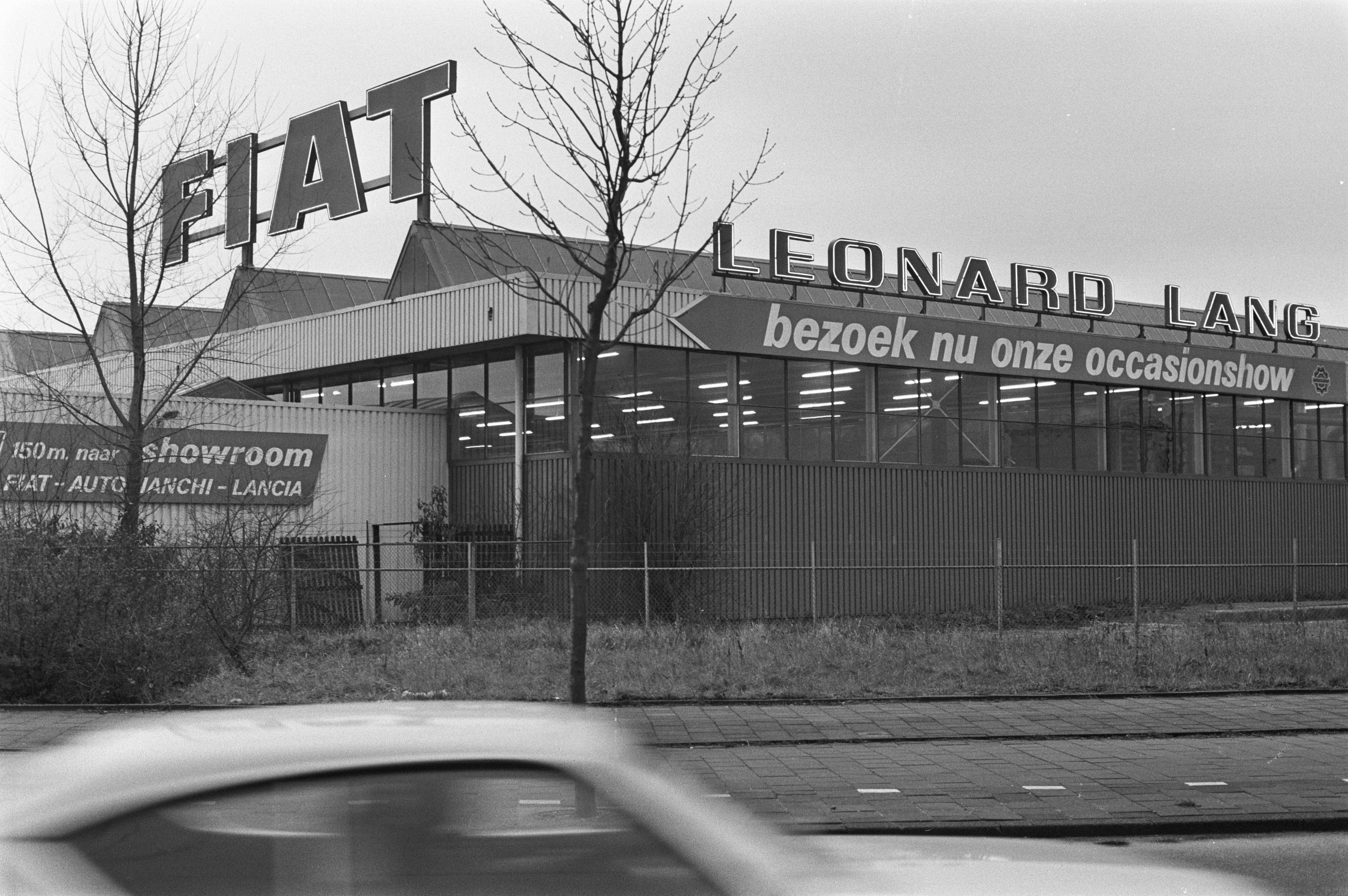
Vestiging van Fiat-importeur Leonard Lang in Amsterdam.

Leonard Lang is een voormalig importeursbedrijf in de automobielbranche dat gevestigd was in Amsterdam.

## Geschiedenis
Op 15 maart 1892 vestigde Johan Leonard Lang (1869-1952) zich met een rijwielzaak op de Nicolaas Witsenkade 45 te Amsterdam. Hij was dealer van Humber- en Rambler-fietsen. De zaken verliepen voorspoedig en de bedrijfsruimte moest worden vergroot. Dit kon door ruimten op de begane grond van de panden 39 en 40 erbij te trekken. Leonard Lang verleende goede en betrouwbare service en gaf zijn klanten persoonlijk les in wielrijden. Doordat de omzet steeg en de fietsen goedkoper werden, steeg ook het aantal klanten, vaak mensen die op latere leeftijd op een fiets stapten. Leonard Lang exploiteerde daarom een rijwielschool en een velodroom in een deel van het Paleis voor Volksvlijt op het Frederiksplein, vlakbij zijn zaak.

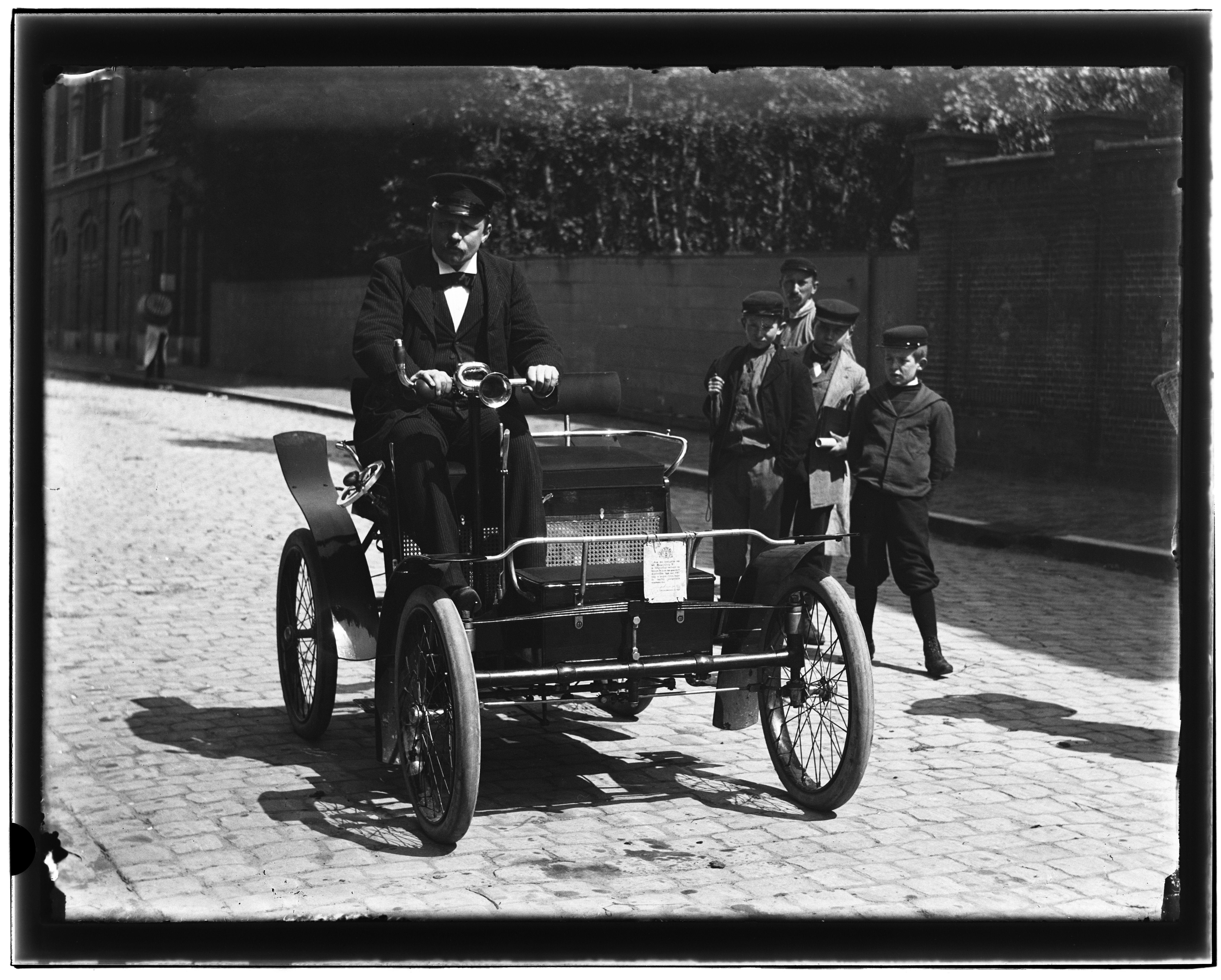
Eerste auto van Leonard Lang.

In diezelfde periode stichtte hij met twee andere jongeren (Leonard Lang was toen zelf een twintiger) de vereniging De Rijwiel Industrie (RI), de voorloper van de RAI Vereniging die landelijke tentoonstellingen ging organiseren, waaronder de latere AutoRAI. Eerst als lid van de tentoonstellingscommissie en vanaf 1897 als voorzitter bleef Leonard Lang tot 1946 de drijvende kracht achter de RAI-tentoonstellingen. Sinds de opening van het huidige RAI-complex in 1961 siert als eerbetoon het borstbeeld van Leonard Lang de ingangshal.
Met zijn interesse in techniek en omdat hij vermogend genoeg was om een auto te betalen, behoorde hij tot een van de eerste auto-eigenaars in Amsterdam. Nadat de vergunningen om te mogen rijden rond waren, werd hij gedurende korte tijd dealer van het Franse Decauville, gevolgd door import van het Belgische merk DéChamps en het Amerikaanse Oldsmobile. Gedurende een langere periode werd de import gevoerd van het Belgische merk Germain en het Franse Delaunay-Belleville, destijds vrij bekende automerken.

### Stadhouderskade

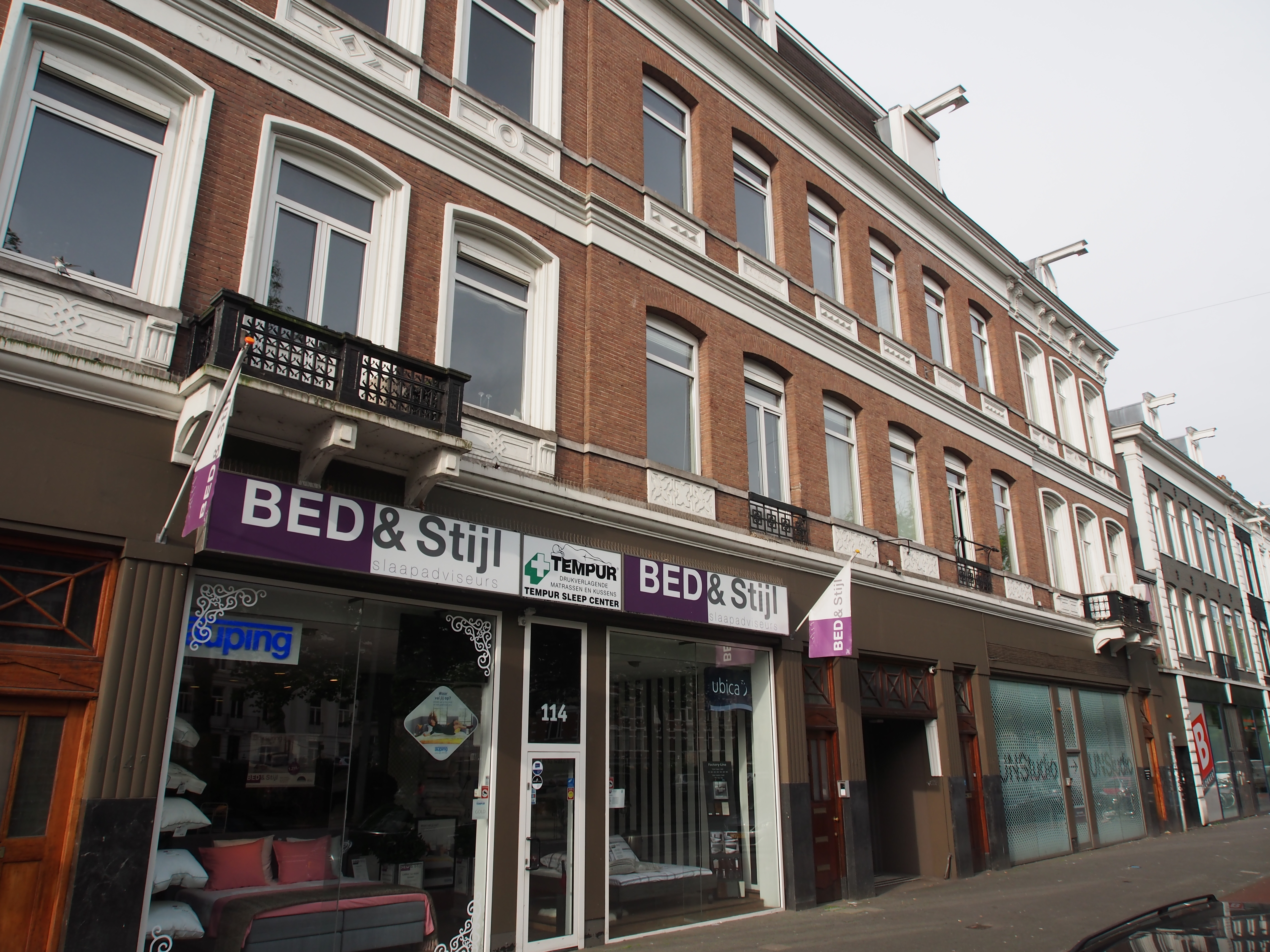
Stadhouderskade 114-112 te Amsterdam.

Omstreeks 1905 werd de zaak verplaatst naar de Stadhouderskade 114, een van de gebouwen van de voormalige Spijker Rijtuigfabriek die zijn activiteiten had verplaatst naar de locatie van de vroegere buitenplaats Trompenburg van Cornelis Tromp.
Tot ver in de jaren zeventig zou Leonard Lang gevestigd blijven aan de Stadhouderskade, zij het met vele uitbreidingen in de breedte en in de diepte, dit laatste tot aan de zijstraat en de achterstraat die dit huizenblok begrenzen.
De Eerste Wereldoorlog maakte een einde aan de import van de Germain en Delaunay-Belleville, na de oorlog dreef de zaak op import en verkopen van Peugeot en er werd een importcontract getekend met de FIAT-fabriek in Turijn, waarvandaan de eerste auto's in 1919 arriveerden. In 1919 werd ook een pandencomplex aangekocht aan de Eerste Oosterparkstraat 128-132 en als werkplaats in gebruik genomen.

### Jaren 20 en 30
In 1925 stopte de Peugeot-import, waarna FIAT ruim vijfenzestig jaar de zaken met Leonard Lang domineerde. Door de toename van de verkoop van FIAT's werd naast de uitbreidingen op de Stadhouderskade in Amsterdam-Zuid een modern garagecomplex gepland met een vloeroppervlak van totaal 2200 m². Het pand was gevestigd aan de Euterpestraat en kreeg de naam Euterpe Garage. Bij de oplevering in 1929 werd vanwege de snel veranderde en verslechterende economische situatie een groot deel van de garage, naast verkoop en onderhoud, ingericht als stallingsruimte voor voertuigen.
Tijdens de jaren dertig, nadat het bedrijf van Leonard Lang hersteld was van de economische crisis, gingen de zaken redelijk maar dat werd volkomen verstoord door het uitbreken van de Tweede Wereldoorlog.

### Na de Tweede Wereldoorlog

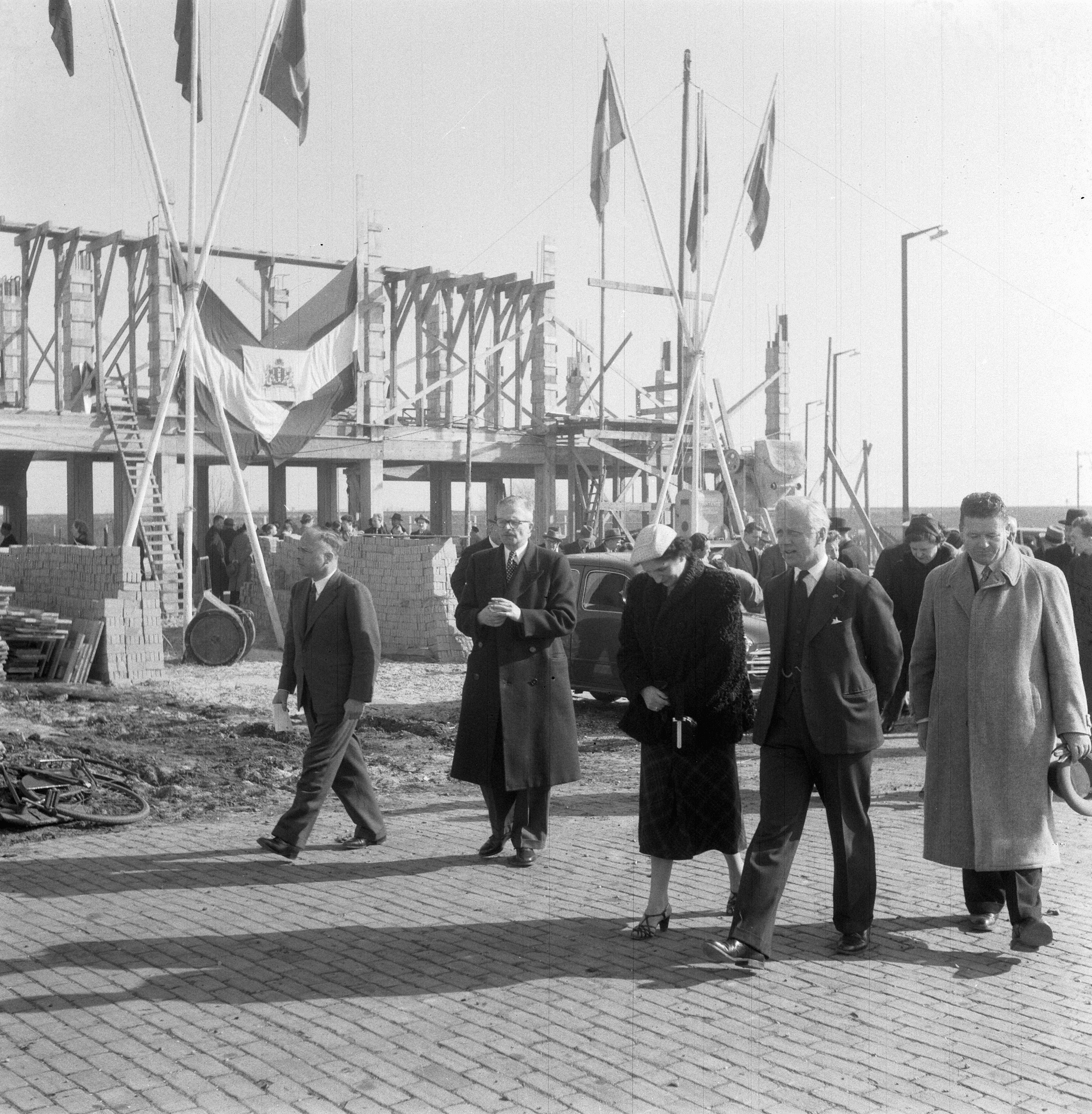
Eerstesteenlegging FIAT-assemblagefabriek Amstel-industrieterrein Amsterdam, 16 maart 1953.

Na 1945 bleven de verkopen ondermaats omdat de invoerrechten en transportkosten hoog waren en auto's daardoor te duur voor veel Nederlanders. Om de kosten omlaag te brengen, begon in het jaar 1950 eerst in Boskoop en later in de voormalige Zuidergasfabriek van Amsterdam de assemblage van FIAT-auto's.

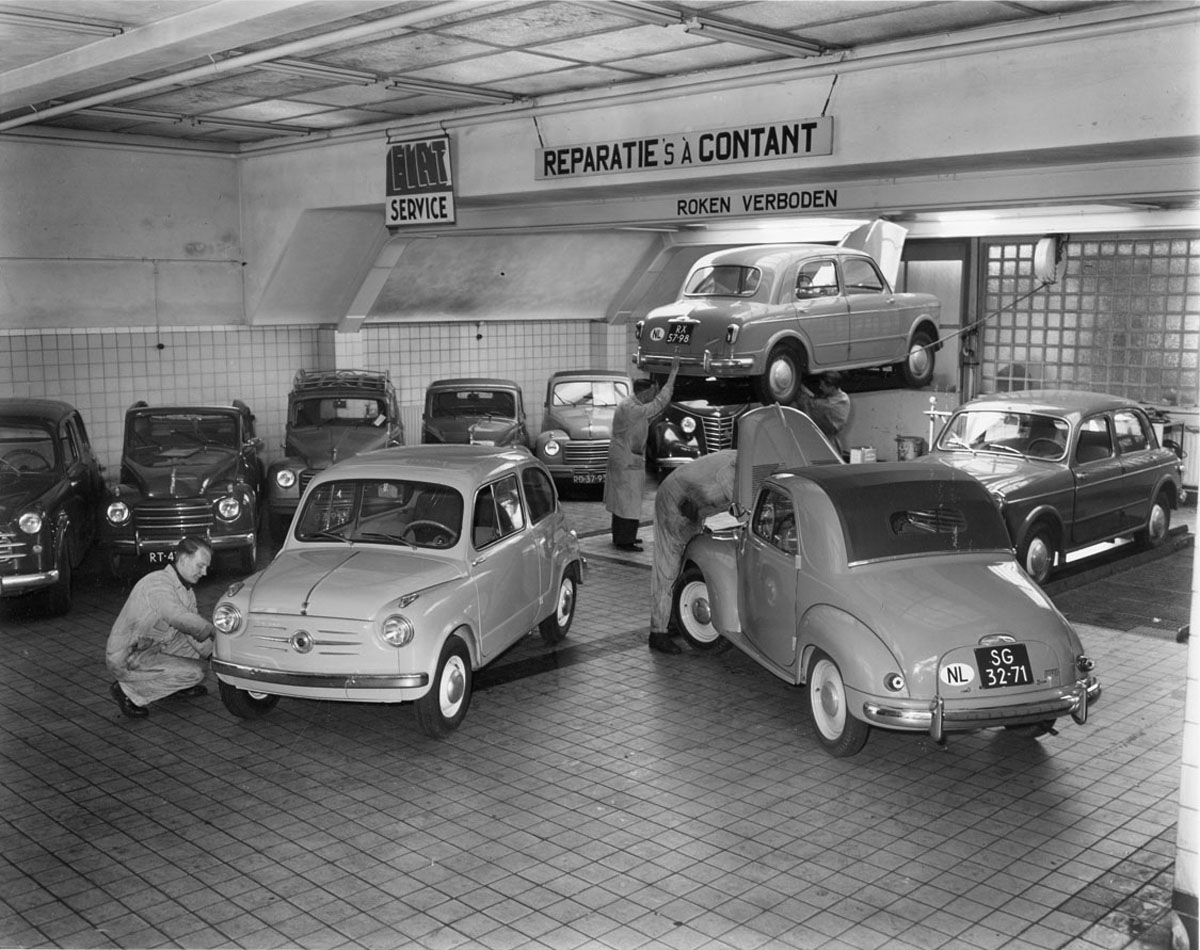
FIAT-garagebedrijf in De Pijp, hoek Gerard Doustraat en Tweede Jacob van Campenstraat, Amsterdam, 3 mei 1955.

Leonard Lang maakte in maart 1952 nog het zestigjarig bestaan van zijn firma mee maar overleed in november van datzelfde jaar op 83-jarige leeftijd. Op dat moment bestond de directie van het familiebedrijf al geruime tijd uit zijn drie zonen G.W., P.W. en J.L. Lang (II).

### Jaren 60 en 70
Het pand aan de Stadhouderskade werd op den duur te klein en er werd verhuisd naar het industrieterrein Amstel I. In Overamstel waren genoeg uitbreidingsmogelijkheden voor het bedrijf en er verrezen steeds meer gebouwen en assemblagehallen, onder andere aan de Daniël Goedkoopstraat.
In 1962 vond de laatste grote uitbreiding (ook in de hoogte) plaats op het voormalige Zuidergasfabriekterrein maar ook nadat door EEG-maatregelen de assemblage was gestopt, kreeg men al snel opnieuw te maken met ruimtegebrek. Niet alleen waren de verkopen begin jaren zestig gestegen tot zo'n 15.000 auto's, door diezelfde EEG-maatregelen kon FIAT via Leonard Lang ook goedkoper andere producten van de fabriek afzetten in Nederland, zoals landbouwmachines, tractoren en vrachtwagens. De bedrijfswagens en landbouwmachines konden geen onderkomen meer vinden in Amsterdam, zodat van de firma Verheul, producent van autobussen voor stads- en streekvervoer, de Fabriek C in Apeldoorn werd aangekocht.

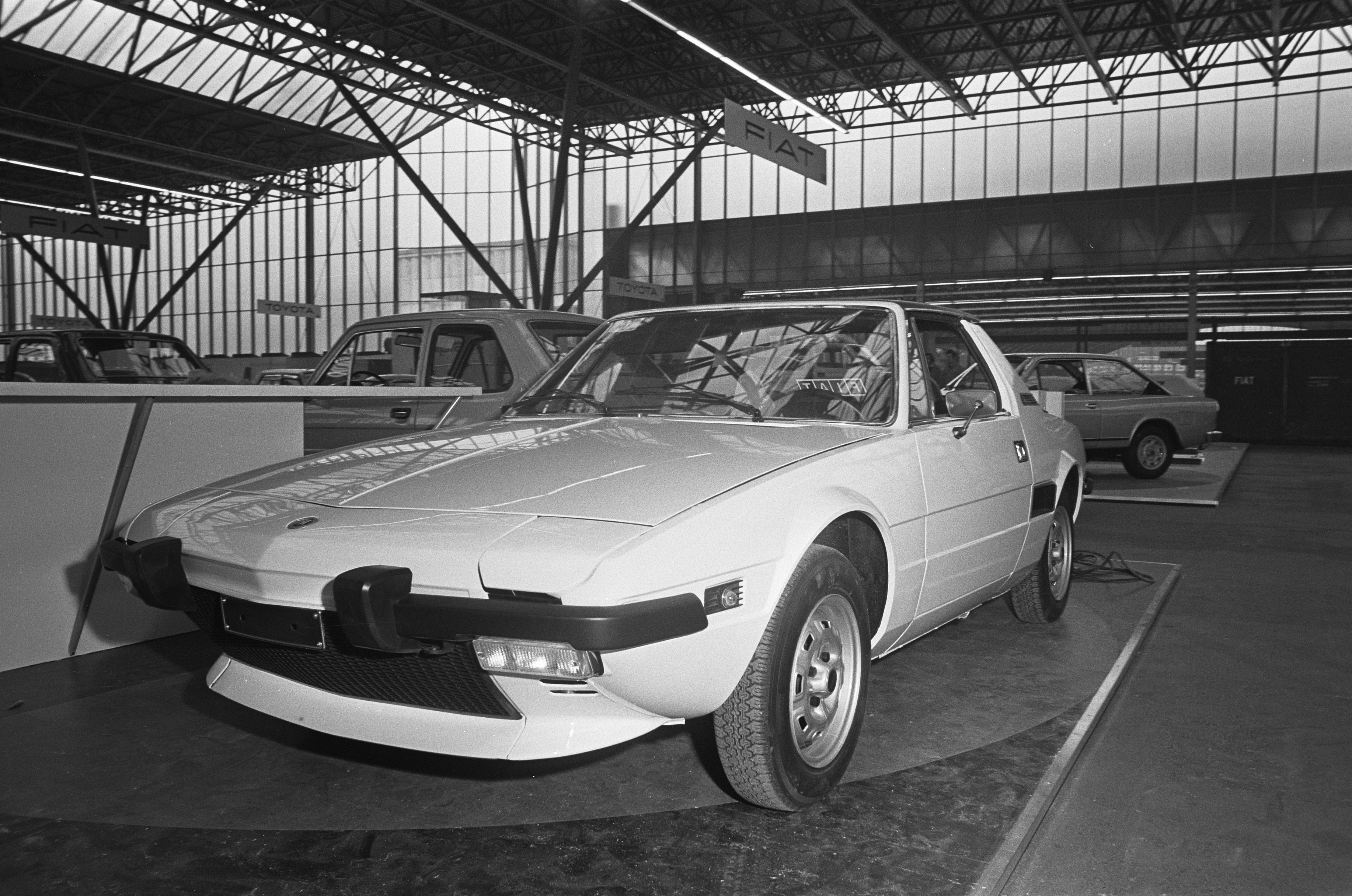
Fiat X1/9 op de PersonenautoRAI, februari 1973.

De jaren zestig en jaren zeventig waren de beste jaren in het bestaan van het bedrijf. Rond 1970 had men met FIAT zo'n 15% van de Nederlandse markt in handen. Vele garages werden tot eigen dealerbedrijven omgezet en om de Luxemburgse markt goed te kunnen bedienen, werd een groot steunpunt in Born geopend.
In 1977 nam de toen 48-jarige Drs. J.L. Lang (lll) de directe leiding van het familiebedrijf over, met op dat moment een omzet van 500 miljoen Nederlandse gulden per jaar. Door factoren als de eerste en tweede oliecrisis, stijgende benzineprijzen, recessies en de toenemende concurrentie van Japanse auto's, maar ook door mismanagement van de nieuwe directeur, kwam het bedrijf in de problemen.

### FIAT Auto Nederland
De verliezen over 1978 waren 13 miljoen gulden, in 1979 ruim 10 miljoen gulden en in 1980 al dramatisch opgelopen tot 34 miljoen gulden. Begin mei 1981 werden personeel en dealers via de kranten opgeschrikt door een advertentie waarin personeel werd gezocht voor het nog op te richten FIAT Auto Nederland, waarmee de Italiaanse FIAT-fabriek de eerste stappen zette om een eigen verkoopapparaat in Nederland op te richten.

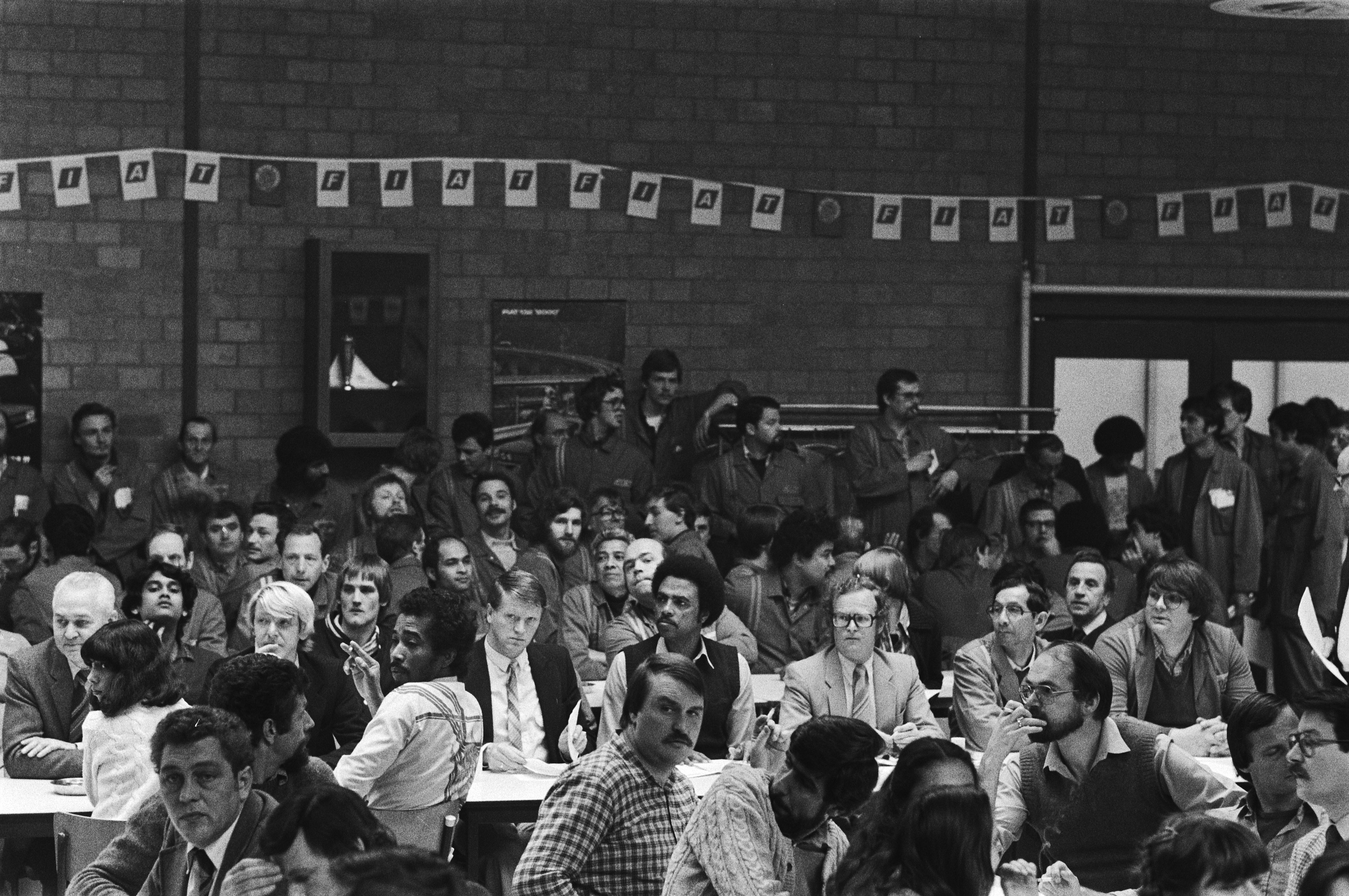
Protestvergadering door personeel van Leonard Lang in verband met dreigende overname door FIAT Turijn, 4 mei 1981.

Op een persconferentie ter gelegenheid van de introductie van de nieuwe Fiat Argenta verklaarde de algemeen directeur van FIAT Auto Nederland dat overname noodzakelijk was om op de Nederlandse markt een groter marktaandeel te verwerven. Op dat ogenblik had FIAT een redelijk marktaandeel van 4%, maar in 1983 en 1984 wilde men een aandeel van 6% bereiken. Met een eigen importvestiging zou FIAT meer mogelijkheden hebben wat betreft investeringen, promotie en aanwezigheid in speciale markten zoals die van de fleetowners. Door de slechte economische situatie zou er geen plaats meer zijn voor een particuliere importorganisatie maar de algemeen directeur benadrukte dat men zou trachten in goede harmonie met de heer Lang een nieuwe toekomst op te bouwen.
Het bedrijf Leonard Lang was een van de laatste zelfstandige FIAT-importeurs in Europa en waar de  overnames door FIAT in Italië in het algemeen geruisloos en in goed overleg met eventueel financiële tegemoetkomingen verliepen, was de FIAT-fabriek ontevreden over het gevoerde beleid van Leonard Lang waardoor het beleid van FIAT erop was gericht het bedrijf Leonard Lang uit te schakelen en een geheel nieuw zelfstandig bedrijf op te zetten.
Het vertrouwen van de FIAT-fabriek zou zijn geschonden doordat het eens gerenommeerde familiebedrijf Leonard Lang heimelijk FIAT's voor de Nederlandse markt terugexporteerde naar Italië.
Het jaar 1981 was begonnen met 1.400 personeelsleden maar een groot gedeelte van het personeel stapte over naar de nieuwe importeur. Op 31 december 1981 kwam, na ruim 65 jaar import en verkoop van meer dan 750.000 FIAT's, het einde aan het jarenlange importeurschap door Leonard Lang. De boeken werden gesloten met een verkoop van 15.690 FIAT's in dat jaar.
FIAT Auto Nederland kon in 1982, het eerste jaar van zelfstandige import, de verkopen op 21.230 stuks  brengen. In het begin leverde FIAT Auto Nederland nog auto's aan de verkooppunten en dealers van Leonard Lang, toch werd de relatie met FIAT Auto Nederland steeds slechter en hoewel een deel van de auto-afdelingen werd gesloten of afgestoten, richtte Leonard Lang een handelshuis op met de naam Asian Trade Centre dat allerlei producten uit het Verre Oosten wilde gaan aanbieden.
Eind 1985 kondigde Leonard Lang aan dat men het dealerschap van het Engelse merk Austin Rover op zich wilde nemen, in 1986 gevolgd door de aankondiging dat men ook het dealerschap van het uit Spanje afkomstige Seat ging voeren, snel gevolgd door het Oostenrijkse vrachtwagenmerk Steyr.
Ondanks uitgebreide reclamecampagnes gaf het bedrijf enkele maanden na het aanvaarden van het laatste dealerschap aan zich per 1 januari 1987 helemaal terug te trekken uit de automobielwereld en zich op de andere delen van het overgebleven bedrijf te concentreren.